# Peter Wennö
Peter Wennö, född 16 januari 1955 i Karlstads församling i Värmlands län, är en svensk journalist, TV-producent och manusförfattare.
Wennö har efter examen vid Journalisthögskolan i Göteborg arbetat som nöjesjournalist och kulturskribent i kvällspressen samt därefter som manusförfattare och producent för Sveriges Television, TV3, TV4 och Kanal 5. Han har bland arbetat med TV-produktioner som Gäst hos Hagge, Musikjägarna, Blix från klar himmel, Älskade Lotten, En Fyra För Tre, Popstars, Blåsningen, Vita lögner (1997), Temptation Island (2002) och På gränsen (2000). Han var även med och skapade Riskradion tillsammans med bland andra Erik Blix och Stefan Livh och Brutal-TV, en humorserie från tidigt 90-tal där även Peter Apelgren, Robert Gustafsson och Regina Lund medverkade. Wennö har gett ut tre böcker under pseudonymen Jörn Strandlund och en under eget namn. På senare år har han i huvudsak varit verksam som konsult inom PR-branschen och som krönikör i bland annat Metro och GT.
Åren 1981–1989 var han gift med författaren Inger Jalakas och från 1991 med journalisten Ninni Jonzon.